# 古本新乃輔
古本 新乃輔（ふるもと しんのすけ、1969年12月13日 - ）は、日本の俳優、声優、タレント、ラジオパーソナリティ。東京都世田谷区出身。本名・旧芸名は古本 新之輔（読みは同じ）。愛称は、「しんのす」。株式会社茶谷堂所属。

## 来歴・人物
日本大学鶴ヶ丘高等学校卒業。
少年時代から子役として芸能活動をしていた。
文化放送の『古本新之輔 ちゃぱらすかWOO!』で5年間、メインパーソナリティを務めた。
声優としても活動しており、アニメでは1995年4月に放送開始した『クマのプー太郎』のプー太郎役を皮切りに、同年6月『H2』の国見比呂役、同年10月『爆れつハンター』のキャロット・グラッセ役で、3本同時に主役を演じていた時期がある。この3本のアニメは全て1996年3月に終了した。アニメ『らんま1/2』では当初は響良牙の声を古本が担当する予定だったが、初収録がドラマ撮影と重なったため直前でキャスティングが呪泉郷ガイドやガヤですでに本作に関わっていた山寺宏一へ変更となった（古本は後にアニメ「らんま1/2」ではパンスト太郎、源氏平太の声を担当している）。
2006年10月から太田プロダクション所属になり、古本 新乃輔に改名し、現在は株式会社茶谷堂に所属している。
現在は主に俳優・ミュージシャンとして活動する一方、自身が大のハワイ好きである事が高じて千葉県八千代市勝田台にハワイにまつわる品物を扱うハワイアンショップ「PUALILI」を開店した。この店の店長を務めるほか、ウクレレ教室も開いている。その後、2016年3月に同県館山市のアロハガーデンたてやま（道の駅南房パラダイス内）の副支配人に就任した。
2018年7月に公式ブログで女児が誕生し、49歳で父親となったことを明かした（時期は不明だが既に一般女性と結婚している）。公式ブログでは現在その女児の子育ての様子を中心に更新している。

## エピソード
玉川砂記子とは『F』『ジャングル大帝（第3作）』『ユンカース・カム・ヒア』『爆れつハンター』といった作品で共演経験があり、共演作が多い。

## 出演
太字はメインキャラクター。

### テレビドラマ
- 桃太郎侍 第192話「みなし子峠」（1980年、日本テレビ） - 又八 役
- 江戸の朝焼け 第1話「鈴虫の男」（1980年、フジテレビ）
- 走れ!熱血刑事 第2話「小さな追撃者」（1980年、テレビ朝日）
- 吉宗評判記 暴れん坊将軍 第138話「箱根小しぐれ なさけ雨」（1980年、テレビ朝日・東映） - 小三郎 役
- 噂の刑事トミーとマツ 第1シリーズ第58話「七転八倒! トミマツの昇進試験」（1981年、TBS・大映テレビ） - 細山カズオ 役
- われら動物家族（1981年 - 1982年、TBS） - 藤堂虎雄 役
- 時にはいっしょに（1986年10月 - 12月、フジテレビ） - 落語部員 役
- 北の国から（フジテレビ） - 飯田広介(ひろすけ) 役
  - 北の国から 初恋（1987年、フジテレビ）
  - 北の国から 帰郷（1989年、フジテレビ）
  - 北の国から 巣立ち（1992年、フジテレビ）
  - 北の国から 秘密（1995年、フジテレビ）
  - 北の国から 時代（1998年、フジテレビ）
- オレの妹急上昇 第4話（1987年11月 - 1988年1月、フジテレビ） - 副番長 役
- ジャングル（1987年、日本テレビ）
- はいすくーる落書 第2話（1988年、TBS） - 寺内新之輔 役
- 予備校ブギ（1990年、TBS） - ねるとんパーティーの司会者 役
- 腕におぼえあり（1992年、NHK） - 三枝万里之進 役
- 月曜ドラマスペシャル （TBS）
  - 自主退学（1990年） - 後藤昌彦 役
  - 弁護士迫まり子の遺言作成ファイル(2) 時効（2000年） - 高橋俊介 役
- 世にも奇妙な物語（フジテレビ）
  - 死ぬほど好き（1990年）
  - 不幸の伝説（1992年）
- 株式会社o-daiba.com（2001年、フジテレビ）
- 大河ドラマ（NHK）
  - 武蔵 MUSASHI（2003年） - 弥二郎 役
  - 義経（2005年） - 今井兼平 役
  - 功名が辻 最終回（2006年） - 祖父江徳斎 役
  - 篤姫（2008年） - 後藤象二郎 役
- 桜咲くまで（2004年1月 - 3月、毎日放送）
- 月曜ミステリー劇場 『森村誠一サスペンス』(2) 窓（2003年1月27日、TBS） - 中野健 役
- 水曜プレミア 『四分の一の絆』（2004年5月19日、TBS） - 山中 役
- 森村誠一サスペンス 棟居刑事シリーズ4「復讐」（2004年） - 嶋村刑事 役
- 土曜ワイド劇場 『火災調査官・紅蓮次郎』 (4) 完全密室無人出火のトリック!（2004年10月9日、テレビ朝日） - 茜沢大三郎 役
- 水曜ミステリー9（テレビ東京）
  - 『信濃のコロンボ事件ファイル』 第10作 杜の都殺人事件（2006年1月11日）
  - 『監察医・篠宮葉月 死体は語る』 第13作 転落事故か殺人か?（2013年6月19日） - 安西 役
- 水戸黄門 第38部 第6話「険しい恋路の吉野山・吉野」（2008年2月11日、TBS） - 八十吉 役（ゲスト出演）
- 佐々木夫妻の仁義なき戦い（2008年1月 - 3月、TBS）
- 連続テレビ小説 『瞳』（2008年、NHK）
- コード・ブルー -ドクターヘリ緊急救命-シリーズ（フジテレビ） - メリージェーン・洋子（大山恒夫）役
  - 1st season 第7話（2008年8月14日）
  - 2nd season 第4・7話（2010年2月1日・22日）
  - 3rd season 第2・4話（2017年7月24日・8月7日）
- 行列48時間（2009年、NHK） - 川上刑事 役
- ハンチョウ〜神南署安積班〜 第2シリーズ 第3話（2010年1月25日、TBS）- 柏田 役
- 水曜シアター9 『テネシーワルツ』（2010年2月17日、テレビ東京）
- 坂の上の雲（2010年12月26日、NHK） - 杉野孫七 役
- ドラマ10 ラストマネー -愛の値段-（2011年9月 - 10月、NHK） - 羽柴稔 役
- 金曜プレステージ 『医療捜査官 財前一二三2』（2011年12月16日、フジテレビ） - 野本旬 役
- 復興せよ! 後藤新平と大震災2400日の戦い（2012年1月22日、読売テレビ） - 十河信二 役
- イロドリヒムラ 第6話（2012年11月19日、TBS）- 山ちゃん 役
- セーラー服と宇宙人（エイリアン）〜地球に残った最後の11人〜（2014年、日本テレビ） - 宇宙船の外に出た8人たち
- 火の見櫓〜もうひとつの火事場の物語〜 （2015年8月、上田ケーブルビジョン） - 五十嵐 役

### 映画
- 男はつらいよ
  - 男はつらいよ ぼくの伯父さん（1989年） - 満男の友人 岡部 役
  - 男はつらいよ 寅次郎の休日（1990年） - 満男の友人　吉田(よっちん) 役
  - 男はつらいよ 寅次郎の縁談（1993年） - 満男の友人　吉田(よっちん) 役
- 稲村ジェーン（1990年） - ハルジ 役
- 難波金融伝・ミナミの帝王 シリーズ9-13 - 水城拓也 役
- 劇場版 コード・ブルー ドクターヘリ緊急救命（2018年） - メリージェーン・洋子（大山恒夫）役

### 舞台
- GACKT 眠狂四郎無頼控
  - （2010年5月14日 - 28日） - 立川談亭 役
  - （2010年9月28日 - 10月20日）
- GACKT MOON SAGA 〜義経秘伝〜 - 武蔵坊弁慶 役

### テレビアニメ
- F-エフ（1988年） - 大石タモツ 役
- 手塚治虫の新作アニメ ジャングル大帝（1989年） - レオ 役
- らんま1/2 熱闘編（1989年） - パンスト太郎、源氏平太 役
- 満ちてくる時のむこうに（1991年）- ボクド 役[9]
- H2（1995年） - 国見比呂 役[10]
- クマのプー太郎（1995年） - プー太郎 役
- 爆れつハンター（1995年） - キャロット・グラッセ 役
- HAUNTEDじゃんくしょん（1997年） - 龍堂和御 役
- 攻殻機動隊 S.A.C. 2nd GIG（2004年） - 労働者 役
- セスタス -The Roman Fighter-（2021年） - ロッコ 役
- おじゃる丸（2021年） - 鬼 役

### 劇場アニメ
- うる星やつら いつだってマイ・ダーリン（1991年） - リオ 役
- 紅の豚（1992年）
- ユンカース・カム・ヒア（1995年） - ユンカース 役
- 人狼 JIN-ROH（2000年）

### OVA
- 機動警察パトレイバー（1988年）
- しあわせのかたち（1990年） - おまえ 役
- リカちゃん ふしぎな不思議なユーニア物語（1990年） - ドードー 役
- あなたが振り返るとき（1993年） - 晴彦 役
- ふぁんたじあ（1993年） - 大月秋広 役
- 元祖 爆れつハンター（1996年） - キャロット・グラッセ 役
- アーケードゲーマーふぶき（2002年） - ARASHI 役
- コゼットの肖像（2004年） - 久本道夫 役

### ゲーム
- クマのプー太郎 空はピンクだ!全員集合!!（それダメっす）（1996年、プレイステーション） - プー太郎 役
- 東方珍遊記 〜はーふりんぐ・はーつ!!〜（1996年） - ボウ 役
- 火星物語（1998年） - ランプー 役

### ラジオ
- 古本新之輔のパラシュート遊激隊（文化放送）
- 古本新之輔 ちゃぱらすかWOO!（1997年4月 - 2002年3月、文化放送）
- PARAGEKI-2 古本新之輔の俺がネクストキング!（文化放送）
- 加勢大周 ワイルドで行こう（ニッポン放送『伊集院光のOh!デカナイト』箱番組、アシスタント）
- L.A.V.（2005年4月 - 2006年9月、JFN系、月曜担当）
- 嘉陽愛子 集合Mode（文化放送、『超機動放送アニゲマスター』、『A&G 超RADIO SHOW〜アニスパ!〜』内で放送、嘉陽愛子と共にパーソナリティ。2005年4月終了）
  - 毎回「○○博士」と名乗って登場し、最終回になって初めて素性を明かした。○○の部分はリスナーから名前を募集していたが、番組途中で博士の正体が古本だと気づいたリスナーがそれに因んだ名前を応募するようになったため、博士が匿名という設定が意味を成さなくなってしまった。

### ネット配信番組
- ぶった斬りのGACKT！オマエのオノロケ聞いてヤリ魔SHOW!!（2023年4月 - 、ニコニコ生放送、レギュラー）

### CD
- What's Up Guys?
  - 林原めぐみとのデュエットシングル（古本新之輔＆林原めぐみ名義）、『爆れつハンター』主題歌。
- 時を越えて -REMIX VERION-
  - 作詞・作曲・編曲・演奏・歌：T's WORKSHOP（岩崎琢＆渡辺瑛美）、特別参加：古本新之輔
  - 『無責任艦長タイラー』OVAシリーズ『地上より永遠に』より主題歌のリミックス。主題歌シングルのみに収録。
- WATCH OUT!
  - 『古本新之輔のパラシュート遊激隊』テーマソング
- パラシュート遊撃隊スペシャル 〜番外編〜
  - 『古本新之輔のパラシュート遊撃隊』特別ドラマ編、WATCH OUT!のラジオテイクを収録。出演：古本新之輔、白鳥由里、國府田マリ子、池澤春菜、井上喜久子、南央美、野村邦丸（文化放送アナウンサー）。
- TOKYO DANCE/ Breakin' Up
  - つんく♂プロデュース『東京★ざんすっ〜これが日本人ってもんだろうが〜』主題歌。

### CM
- ユーポス「帰りは電車編」「帰りはバス編」（1999年）「ミナミの帝王」の主人公・萬田銀次郎（演：竹内力）と共演。
- マクドナルド、キャラメルコーン、九州らーめんよかとん（幼少期）

### その他
- 炎の蜃気楼 コバルトときめきテレフォン（成田譲）
- ドラマCD　しあわせのかたち～水晶の滑鼠（おまえ・他）

### イベント
- 1991年8月18日、イベント「うる星やつら　10th Anniversary Party in 武道館」

## 関連人物
- 太田英明（文化放送アナウンサー） - ラジオ『古本新之輔 ちゃぱらすかWOO!』の「ザ・マスクマン」企画で司会を務めた。
- 砂山圭大郎（文化放送アナウンサー） - ラジオ『古本新之輔 ちゃぱらすかWOO!』の「ザ・マスクマン」企画でザ・マスクマンを演じた。当時は砂山大輔の名でアナウンサーとして活動した。
- 寺島尚正（元文化放送アナウンサー） - ラジオ『古本新之輔 ちゃぱらすかWOO!』ではダスラッテ星人に扮して様々な対決をした。
- 野村邦丸（元文化放送アナウンサー） - ラジオ『古本新之輔のパラシュート遊激隊』準レギュラー。ラジオドラマではマッド・エチゴーヤ役など。 - 『古本新之輔 ちゃぱらすかWOO!』では古本欠席の際にピンチヒッターを務めたこともあった。